# Nati nel 1960/Gennaio
| Questa pagina contiene informazioni ricavate automaticamente dalle voci biografiche con l'ausilio del template Bio e di un bot. L'aggiornamento è periodico e automatico e ricostruisce completamente la pagina. Se manca una persona in questa lista, sei pregato di non aggiungerla, ma accertati piuttosto che la sua voce biografica contenga il template Bio e che i dati anagrafici siano correttamente compilati. Se il template Bio manca, inseriscilo tu stesso o, in alternativa, metti l'avviso {{tmp\|Bio}} che ne segnala la mancanza. Se i dati riportati sono sbagliati, correggi direttamente la voce biografica; le modifiche saranno visibili in questa lista entro pochi giorni. Per chiarimenti vedi il progetto biografie. La lista contiene solo le 325 persone che sono citate nell'enciclopedia e per le quali è stato implementato correttamente il template Bio. Pagina aggiornata al 26 giu 2025. |

- 1º gennaio - Mehdi Abbasov, militare azero († 1992)
- 1º gennaio - Mohamed Bazoum, politico nigerino
- 1º gennaio - Thad Beier, informatico, effettista e animatore statunitense
- 1º gennaio - Roberto Castello, danzatore e coreografo italiano
- 1º gennaio - Luis Gabelo Conejo, ex calciatore costaricano
- 1º gennaio - Sergej Danilin, slittinista russo († 2021)
- 1º gennaio - Şebnem Dilligil, attrice turca
- 1º gennaio - Carlo Facchini, musicista e compositore italiano
- 1º gennaio - Piero Farabollini, geologo italiano
- 1º gennaio - Mahmud Freihat, generale giordano
- 1º gennaio - Necmi Gençalp, ex lottatore turco
- 1º gennaio - Giuliano Giardini, ex sciatore alpino italiano
- 1º gennaio - Diana Harshbarger, politica statunitense
- 1º gennaio - Hakan Karahan, attore, scrittore e poeta turco
- 1º gennaio - Hasan Lika, allenatore di calcio, dirigente sportivo e ex calciatore albanese
- 1º gennaio - Liu Yuan, sassofonista e musicista cinese († 2024)
- 1º gennaio - Pёtr Lucik, regista e sceneggiatore sovietico († 2000)
- 1º gennaio - Giorgio Marchetti, dirigente sportivo italiano
- 1º gennaio - Allen McKenzie, musicista statunitense
- 1º gennaio - Frank Minnifield, ex giocatore di football americano statunitense
- 1º gennaio - Walter Mirabelli, ex calciatore argentino
- 1º gennaio - Akio Nakamori, giornalista e editore giapponese
- 1º gennaio - James O'Barr, fumettista statunitense
- 1º gennaio - Claudio Rampini, liutaio italiano
- 1º gennaio - Omar Razzaz, politico giordano
- 1º gennaio - Michael Seibert, ex danzatore su ghiaccio statunitense
- 1º gennaio - Nassim Nicholas Taleb, saggista, matematico e filosofo libanese
- 1º gennaio - Jeff Taylor, cestista statunitense († 2020)
- 1º gennaio - Shin'ya Tsukamoto, regista, sceneggiatore e attore giapponese
- 1º gennaio - Aleksej Borisovič Vyžmanavin, scacchista russo († 2000)
- 1º gennaio - Danny Wilson, allenatore di calcio e ex calciatore nordirlandese
- 1º gennaio - Masaaki Yanagishita, allenatore di calcio e ex calciatore giapponese
- 1º gennaio - 'A'id al-Qarni, scrittore e poeta saudita
- 2 gennaio - Ivan Cvjetković, ex calciatore croato
- 2 gennaio - Gigi Di Fiore, giornalista e saggista italiano
- 2 gennaio - John Ebeling, ex cestista e dirigente sportivo statunitense
- 2 gennaio - Rebecca Elson, astronoma e scrittrice canadese († 1999)
- 2 gennaio - Shinji Hosokawa, ex judoka giapponese
- 2 gennaio - Neal Jones, attore cinematografico, attore televisivo e attore teatrale statunitense
- 2 gennaio - Angus Konstam, storico e scrittore scozzese
- 2 gennaio - Sergej Korjaškin, ex schermidore sovietico
- 2 gennaio - Salvatore Marino, comico, cabarettista e attore italiano
- 2 gennaio - Claire Moore, soprano e attrice inglese
- 2 gennaio - Daryn Okada, direttore della fotografia statunitense
- 2 gennaio - Paul Sabu, cantante, compositore e produttore discografico statunitense
- 2 gennaio - Naoki Urasawa, fumettista e musicista giapponese
- 3 gennaio - Peter Boettke, economista statunitense
- 3 gennaio - Giacomo De Cerce, judoka italiano
- 3 gennaio - Dario Lo Bosco, dirigente d'azienda italiano
- 3 gennaio - Matthew Man-Oso Ndagoso, arcivescovo cattolico nigeriano
- 3 gennaio - Gianmarco Mancini, politico italiano
- 3 gennaio - Paolo Nucci, oculista italiano
- 3 gennaio - Francis Tolentino, politico filippino
- 3 gennaio - Matjaž Tovornik, ex cestista e allenatore di pallacanestro sloveno
- 3 gennaio - Washington César Santos, calciatore brasiliano († 2014)
- 3 gennaio - Gert Weil, ex pesista cileno
- 4 gennaio - Andrea Gracis, ex cestista e dirigente sportivo italiano
- 4 gennaio - Aleksandr Krupskij, ex astista sovietico
- 4 gennaio - Donatella Legnaioli, politica italiana
- 4 gennaio - Tecla Marinescu, ex canoista romena
- 4 gennaio - Belinda Metz, attrice canadese
- 4 gennaio - Joseph P. Overton, sociologo e attivista statunitense († 2003)
- 4 gennaio - Stefania Pezzopane, politica italiana
- 4 gennaio - Michael Stipe, cantautore, artista e fotografo statunitense
- 4 gennaio - Blaine Willenborg, ex tennista statunitense
- 4 gennaio - April Winchell, attrice e doppiatrice statunitense
- 5 gennaio - Veselin Đuho, ex pallanuotista jugoslavo
- 5 gennaio - David Fry, ex calciatore inglese
- 5 gennaio - Elsebeth Gerner Nielsen, politica danese
- 5 gennaio - Chris John, politico statunitense
- 5 gennaio - Luis Mariano Minguela, ex calciatore spagnolo
- 5 gennaio - Massimo Nosetti, organista, compositore e direttore d'orchestra italiano († 2013)
- 5 gennaio - Francesco Palo, dirigente sportivo e ex calciatore italiano
- 5 gennaio - Stefan Simonsson, ex tennista svedese
- 5 gennaio - Hans Stanggassinger, ex slittinista tedesco occidentale
- 5 gennaio - Glenn Strömberg, ex calciatore svedese
- 5 gennaio - Phil Thornalley, produttore discografico, bassista e cantante inglese
- 5 gennaio - Anton Šoch, calciatore e allenatore di calcio kazako († 2009)
- 6 gennaio - Ademir Roque Kaefer, ex calciatore brasiliano
- 6 gennaio - Paul Azinger, golfista statunitense
- 6 gennaio - Natal'ja Bestem'janova, ex danzatrice su ghiaccio sovietica
- 6 gennaio - Claudio De Tommasi, disc jockey, conduttore televisivo e conduttore radiofonico italiano
- 6 gennaio - Filippo Di Mulo, ex velocista e allenatore di atletica leggera italiano
- 6 gennaio - Mark Gorski, ex pistard e dirigente sportivo statunitense
- 6 gennaio - Kathe Koja, scrittrice statunitense
- 6 gennaio - Nigella Lawson, giornalista e conduttrice televisiva britannica
- 6 gennaio - Howie Long, ex giocatore di football americano e attore statunitense
- 6 gennaio - Frank Lucas, politico statunitense
- 6 gennaio - Angela Schmidt-Foster, ex fondista canadese
- 6 gennaio - Muzz Skillings, bassista statunitense
- 6 gennaio - Andrea Thompson, attrice e giornalista statunitense
- 7 gennaio - Nicola Di Leo, allenatore di calcio e ex calciatore italiano
- 7 gennaio - Francesco Ercolino, ex arbitro di calcio italiano
- 7 gennaio - Mohammad Javad Zarif, diplomatico iraniano
- 7 gennaio - Heorhij Kandrac'eŭ, allenatore di calcio e ex calciatore sovietico
- 7 gennaio - David Marciano, attore statunitense
- 7 gennaio - Loretta Sanchez, politica statunitense
- 7 gennaio - Calvin Thomas, ex giocatore di football americano statunitense
- 7 gennaio - Steve Webster, pilota motociclistico britannico
- 8 gennaio - Fernando Astengo, ex calciatore cileno
- 8 gennaio - Fulvio Bonomi, allenatore di calcio e calciatore italiano
- 8 gennaio - Paul MacDonald, ex canoista neozelandese
- 8 gennaio - John Richmond, stilista britannico
- 8 gennaio - Dave Weckl, batterista statunitense
- 9 gennaio - Pascal Fabre, ex pilota automobilistico francese
- 9 gennaio - Benedetto Patellaro, ex ciclista su strada italiano
- 9 gennaio - Michal Peprník, insegnante, critico letterario e scrittore ceco
- 9 gennaio - Bruno Romani, sassofonista, flautista e compositore italiano († 2025)
- 9 gennaio - David Russell, ex cestista statunitense
- 9 gennaio - Michael James Sis, vescovo cattolico statunitense
- 10 gennaio - Rosalba Caramoni, doppiatrice italiana
- 10 gennaio - Gurinder Chadha, regista britannica
- 10 gennaio - Brian Cowen, ex politico irlandese
- 10 gennaio - Georgi Gluškov, ex cestista e dirigente sportivo bulgaro
- 10 gennaio - Jurrie Koolhof, calciatore e allenatore di calcio olandese († 2019)
- 10 gennaio - Marcellin Yao Kouadio, vescovo cattolico ivoriano
- 10 gennaio - Claudia Losch, ex pesista tedesca
- 10 gennaio - Ioana Pârvulescu, scrittrice e traduttrice rumena
- 10 gennaio - Jay Russell, regista statunitense
- 10 gennaio - Bill Shuster, politico statunitense
- 11 gennaio - Edi Bivi, allenatore di calcio e ex calciatore italiano
- 11 gennaio - Antonio Campiglio, ex cestista italiano
- 11 gennaio - Giocondo Dalla Rizza, ex ciclista su strada italiano
- 11 gennaio - Daniela Donno, politica italiana
- 11 gennaio - Waldo Kantor, allenatore di pallavolo e ex pallavolista argentino
- 11 gennaio - Gino Roncaglia, filosofo e saggista italiano
- 11 gennaio - Oleh Taran, allenatore di calcio e ex calciatore ucraino
- 11 gennaio - Mike Turner, politico e avvocato statunitense
- 12 gennaio - Joe Amoruso, pianista italiano († 2020)
- 12 gennaio - Stanislav Boklan, attore ucraino
- 12 gennaio - Guido Bontempi, dirigente sportivo, ex ciclista su strada e pistard italiano
- 12 gennaio - Chyi Chin, cantautore e musicista taiwanese
- 12 gennaio - Oliver Platt, attore canadese
- 12 gennaio - Robert Prytz, ex calciatore svedese
- 12 gennaio - Jori Turja, finlandese
- 12 gennaio - León Villa, ex calciatore colombiano
- 12 gennaio - Dominique Wilkins, ex cestista e allenatore di pallacanestro statunitense
- 13 gennaio - Thor Einar Andersen, ex calciatore norvegese
- 13 gennaio - Kevin Anderson, attore statunitense
- 13 gennaio - Eric Betzig, fisico statunitense
- 13 gennaio - Matthew Bourne, coreografo e ex ballerino britannico
- 13 gennaio - Luigi De Mossi, politico italiano
- 13 gennaio - Tor Hagbø, ex calciatore norvegese
- 13 gennaio - Bruno Heller, sceneggiatore, produttore televisivo e regista televisivo britannico
- 13 gennaio - Takīs Lemonīs, allenatore di calcio e ex calciatore greco
- 13 gennaio - Lin Qiang, ex calciatore cinese
- 13 gennaio - Stefano Sarcinelli, comico e drammaturgo italiano
- 13 gennaio - Aleksandr Uvarov, ex calciatore sovietico
- 13 gennaio - Ol'ga Vasil'eva, politica e storica russa
- 14 gennaio - Walter Allievi, allenatore di calcio e ex calciatore italiano
- 14 gennaio - Oleksandr Batjuk, fondista ucraino
- 14 gennaio - Anat Berko, criminologa, politica e ex militare israeliana
- 14 gennaio - Márcia Barbosa, fisica brasiliana
- 14 gennaio - Sergio Bolzonello, politico italiano
- 14 gennaio - Marcel Bossi, ex calciatore lussemburghese
- 14 gennaio - Per Fly, regista e sceneggiatore danese
- 14 gennaio - Consuelo Martínez, ex cestista spagnola
- 14 gennaio - Edward St Aubyn, scrittore e giornalista britannico
- 15 gennaio - Kelly Asbury, animatore, doppiatore e regista statunitense († 2020)
- 15 gennaio - Alfonso Fraile, ex calciatore spagnolo
- 15 gennaio - Natik Hashim, calciatore iracheno († 2004)
- 15 gennaio - Aaron Jay Kernis, compositore statunitense
- 15 gennaio - Jerry Mitchell, coreografo e regista teatrale statunitense
- 15 gennaio - Paul Antony Mullassery, vescovo cattolico indiano
- 15 gennaio - Leonardo Rossi, allenatore di calcio e ex calciatore italiano
- 15 gennaio - Satish Shah, attore indiano
- 15 gennaio - Mohamed Timoumi, ex calciatore marocchino
- 15 gennaio - Michael Wilson, ex ciclista su strada e pistard australiano
- 15 gennaio - David Zaslav, dirigente d'azienda statunitense
- 16 gennaio - Ludo De Keulenaer, ex ciclista su strada belga
- 16 gennaio - Richard Elliot, sassofonista scozzese
- 16 gennaio - Olinka Hardiman, ex attrice pornografica e ex modella francese
- 16 gennaio - Enrico Maniero, ex calciatore italiano
- 16 gennaio - Luca Paolini, politico italiano
- 16 gennaio - Luis de Guindos, politico e economista spagnolo
- 17 gennaio - Teo Bellia, doppiatore, direttore del doppiaggio e conduttore radiofonico italiano
- 17 gennaio - Arlo Bigazzi, bassista e compositore italiano
- 17 gennaio - Lanfranco Carnacina, cantautore italiano
- 17 gennaio - Lorenzo Della Fonte, musicista, compositore e scrittore italiano
- 17 gennaio - Israel Machado Campelo Andrade, ex cestista brasiliano
- 17 gennaio - Tat'jana Jumaševa, politica e imprenditrice russa
- 17 gennaio - Klaus Kotzmann, ex schermidore tedesco
- 17 gennaio - Mark Lillis, allenatore di calcio e ex calciatore inglese
- 17 gennaio - Genc Tomori, dirigente sportivo, allenatore di calcio e ex calciatore albanese
- 18 gennaio - Mertxe Aizpurua, politica e giornalista spagnola
- 18 gennaio - Gian Paolo Montali, allenatore di pallavolo e dirigente sportivo italiano
- 18 gennaio - Andrea Pazzagli, calciatore e allenatore di calcio italiano († 2011)
- 18 gennaio - Mark Rylance, attore, drammaturgo e direttore artistico britannico
- 18 gennaio - Anatolij Starostin, ex pentatleta sovietico
- 18 gennaio - Ismail Sabri Yaakob, politico malese
- 19 gennaio - Johannes Bergemann, archeologo tedesco
- 19 gennaio - Josef Degeorgi, ex calciatore austriaco
- 19 gennaio - Mario Forziero, carabiniere italiano († 1990)
- 19 gennaio - Michael Hardt, filosofo statunitense
- 19 gennaio - Al Joyner, ex triplista statunitense
- 19 gennaio - Anna Masera, giornalista e blogger italiana
- 19 gennaio - Yosuke Muraki-Iwata, ex sollevatore giapponese
- 19 gennaio - Mauro Tassotti, allenatore di calcio, dirigente sportivo e ex calciatore italiano
- 20 gennaio - Falk Boden, ex ciclista su strada tedesco orientale
- 20 gennaio - Mark Burton, sceneggiatore e regista britannico
- 20 gennaio - Carlo Carbone, architetto italiano
- 20 gennaio - Edmar, ex calciatore brasiliano
- 20 gennaio - Ján Figeľ, politico slovacco
- 20 gennaio - Marcello Fois, scrittore, commediografo e sceneggiatore italiano
- 20 gennaio - Kij Johnson, scrittrice statunitense
- 20 gennaio - Abdel Qissi, attore e pugile marocchino
- 20 gennaio - Ricardo Drubscky, allenatore di calcio brasiliano
- 20 gennaio - Miguel Rocha, ex hockeista su pista e allenatore di hockey su pista portoghese
- 20 gennaio - Darío Rojas, ex calciatore argentino
- 20 gennaio - Apa Sherpa, alpinista nepalese
- 20 gennaio - Aleksej Stepanov, calciatore e giocatore di calcio a 5 russo († 2002)
- 20 gennaio - Scott Thunes, bassista statunitense
- 20 gennaio - Udo Ulfkotte, giornalista tedesco († 2017)
- 20 gennaio - Jeff "Tain" Watts, batterista statunitense
- 20 gennaio - Wong Fuk Wing, ex calciatore e ex giocatore di calcio a 5 hongkonghese
- 20 gennaio - Will Wright, autore di videogiochi e informatico statunitense
- 21 gennaio - Dmitrij Charat'jan, attore russo
- 21 gennaio - Gaetano Erba, ex siepista e ex mezzofondista italiano
- 21 gennaio - Wolfgang Haberl, scrittore, insegnante e biografo tedesco
- 21 gennaio - Sidney Lowe, ex cestista e allenatore di pallacanestro statunitense
- 21 gennaio - Mamoru Nagano, fumettista, stilista e musicista giapponese
- 21 gennaio - Henry Oryem Okello, avvocato e politico ugandese
- 21 gennaio - Mike Terrana, batterista statunitense
- 22 gennaio - Victor Barnuevo Bendico, arcivescovo cattolico filippino
- 22 gennaio - Sergio Brancato, sociologo, scrittore e sceneggiatore italiano
- 22 gennaio - Fabio Fortuna, economista italiano
- 22 gennaio - Ángel Fernández Franco, criminale e attore spagnolo († 1991)
- 22 gennaio - Michael Hutchence, cantante australiano († 1997)
- 22 gennaio - Markos Kyprianou, politico cipriota
- 22 gennaio - Gaetano Musella, allenatore di calcio e calciatore italiano († 2013)
- 22 gennaio - Paolo Russo, politico e scrittore italiano
- 22 gennaio - Rocky Shades, cantante inglese
- 22 gennaio - Enrico Varriale, giornalista e conduttore televisivo italiano
- 22 gennaio - Aleksandr Zverev, ex tennista sovietico
- 23 gennaio - Rob Garrison, attore statunitense († 2019)
- 23 gennaio - Patrick de Gayardon, paracadutista francese († 1998)
- 23 gennaio - Viktar Janušėŭski, calciatore sovietico († 1992)
- 23 gennaio - Marie-Caroline Le Pen, politica francese
- 23 gennaio - Elena Loewenthal, scrittrice e traduttrice italiana
- 23 gennaio - Rosane Marchetti, giornalista, conduttrice televisiva e imprenditrice brasiliana
- 23 gennaio - Paul Mason, giornalista britannico
- 23 gennaio - Sergio Milia, politico e cestista italiano
- 23 gennaio - Carlo Nola, politico italiano
- 23 gennaio - Antonio Parisi, giornalista e scrittore italiano
- 24 gennaio - Fridolin Ambongo Besungu, cardinale e arcivescovo cattolico della Repubblica Democratica del Congo
- 24 gennaio - Chen Wenqing, politico cinese
- 24 gennaio - Abigail Disney, produttrice cinematografica, filantropa e attivista statunitense
- 24 gennaio - Mauro Dorato, filosofo italiano
- 24 gennaio - Pierfranco Gaviano, politico italiano
- 24 gennaio - Gloria Germani, filosofa e scrittrice italiana
- 24 gennaio - Mohamed Ouamar Ghrib, ex calciatore algerino
- 24 gennaio - Gyöngyi Körmendi, ex cestista ungherese
- 25 gennaio - Rinaldo Alessandrini, clavicembalista e direttore d'orchestra italiano
- 25 gennaio - Cha Hwa-yeon, attrice sudcoreana
- 25 gennaio - Irina Flige, attivista russa
- 25 gennaio - Nobuyo Fujishiro, ex calciatore giapponese
- 25 gennaio - Audrey Wells, sceneggiatrice e regista statunitense († 2018)
- 25 gennaio - Annelies Maas, ex nuotatrice olandese
- 25 gennaio - Massimo Mauti, ex calciatore italiano
- 25 gennaio - Miki Narahashi, doppiatrice giapponese
- 25 gennaio - José Antonio Salguero, ex calciatore spagnolo
- 25 gennaio - Huub van Boeckel, ex tennista e imprenditore olandese
- 26 gennaio - Concetto Angelozzi, rugbista a 15 italiano
- 26 gennaio - Ulf Bengtsson, tennistavolista svedese († 2019)
- 26 gennaio - Lena Biolcati, cantante italiana
- 26 gennaio - Jeanette Bolden, ex velocista statunitense
- 26 gennaio - Emidio Cipollone, arcivescovo cattolico italiano
- 26 gennaio - Valentin Jordanov, ex lottatore bulgaro
- 26 gennaio - Bartolomé Mestre, ex calciatore spagnolo
- 26 gennaio - Gary Plummer, ex giocatore di football americano statunitense
- 26 gennaio - Aldo Polverari, compositore e musicista italiano († 1995)
- 26 gennaio - María Rivas, cantante e chitarrista venezuelana († 2019)
- 26 gennaio - Delio Rossi, allenatore di calcio e ex calciatore italiano
- 26 gennaio - Carol Yager, statunitense († 1994)
- 27 gennaio - Carlos Font, ex sciatore alpino andorrano
- 27 gennaio - Clara Gaymard, imprenditrice e funzionaria francese
- 27 gennaio - Samia Suluhu, politica tanzaniana
- 27 gennaio - Ian Morris, storico e archeologo britannico
- 27 gennaio - Heather Parisi, cantante, ballerina e conduttrice televisiva statunitense
- 27 gennaio - Philip Rosenthal, attore e scrittore statunitense
- 27 gennaio - Ngarmpun Vejjajiva, scrittrice e traduttrice thailandese
- 27 gennaio - Dimităr Zaprjanov, judoka bulgaro († 2024)
- 27 gennaio - Zhang Yueqin, ex cestista cinese
- 28 gennaio - Loren Legarda, politica, ambientalista e giornalista filippina
- 28 gennaio - Luís Sílvio, ex calciatore brasiliano
- 28 gennaio - Nicky Nicolai, cantante italiana
- 28 gennaio - Pietro Nobile, chitarrista italiano
- 28 gennaio - Paolo Terdich, pittore italiano
- 29 gennaio - Matthew Ashford, attore statunitense
- 29 gennaio - Marco Bersanelli, astrofisico italiano
- 29 gennaio - Annemarie Bischofberger, ex sciatrice alpina svizzera
- 29 gennaio - Gia Carangi, supermodella statunitense († 1986)
- 29 gennaio - Mark Dziadulewicz, ex calciatore inglese
- 29 gennaio - Enzo Eusebi, ingegnere, architetto e designer italiano
- 29 gennaio - Maya Jribi, politica e biologa tunisina († 2018)
- 29 gennaio - Cho-Liang Lin, violinista taiwanese
- 29 gennaio - Greg Louganis, tuffatore statunitense
- 29 gennaio - Aleksandr Mamut, avvocato, banchiere e imprenditore russo
- 29 gennaio - Giò Martorana, fotografo italiano
- 29 gennaio - Tigran Sargsyan, politico armeno
- 29 gennaio - Steve Sax, ex giocatore di baseball statunitense
- 29 gennaio - James George Thirlwell, cantante, polistrumentista e compositore australiano
- 29 gennaio - Servais Verherstraeten, politico belga
- 29 gennaio - Camaləddin Əliyev, ex calciatore sovietico
- 30 gennaio - Giuseppe Ascareggi, pilota motociclistico italiano
- 30 gennaio - Chen Xinhua, ex tennistavolista cinese
- 30 gennaio - Gerald Finley, basso-baritono canadese
- 30 gennaio - Eddie Jones, ex rugbista a 15, allenatore di rugby a 15 e dirigente sportivo australiano
- 30 gennaio - Jurij Korablin, politico, imprenditore e dirigente sportivo russo († 2016)
- 30 gennaio - Shigeru Sarusawa, ex calciatore giapponese
- 30 gennaio - Giuseppe Vegezzi, vescovo cattolico italiano
- 30 gennaio - Mario Venezia, medico e politico italiano
- 31 gennaio - Antonio Elia Acerbis, ex calciatore italiano
- 31 gennaio - George Benjamin, compositore inglese
- 31 gennaio - Alberto Giovanni Biuso, filosofo italiano
- 31 gennaio - Jurij Burlakov, ex fondista sovietico
- 31 gennaio - Akbar Gangi, giornalista iraniano
- 31 gennaio - Rod Higgins, ex cestista, allenatore di pallacanestro e dirigente sportivo statunitense
- 31 gennaio - Liu Min, ex cestista cinese
- 31 gennaio - Loïzos Mauroudīs, ex calciatore cipriota
- 31 gennaio - Gian Micalessin, giornalista italiano
- 31 gennaio - Grant Morrison, fumettista britannico
- 31 gennaio - Željko Šturanović, politico montenegrino († 2014)
- 31 gennaio - Joe Violanti, comico, conduttore radiofonico e autore televisivo italiano († 2023)
- 31 gennaio - Mariasela Álvarez, modella, conduttrice televisiva e produttrice televisiva dominicana